# Guadalupe Victoria
Pour les articles homonymes, voir Victoria.
José Miguel Ramón Adaucto Fernández y Félix, connu sous le nom de Guadalupe Victoria, né le 29 septembre 1786 à Tamazula et mort le 21 mars 1843 à Perote, est un général et homme d'État mexicain ayant combattu pendant la guerre d'indépendance. Général sous le Premier Empire de Agustín de Iturbide, il est, après la chute de l'Empire, député et membre du Pouvoir exécutif suprême qui dirige le Mexique de 1823 à 1824. Après l'adoption de la Constitution fédérale, qui établit la Première République, il est élu premier président du Mexique en octobre 1824.
En tant que président, il établit des relations diplomatiques avec le Royaume-Uni, les États-Unis, la République fédérale d'Amérique centrale et la Grande Colombie. Il a également aboli l'esclavage, fondé le Musée national, promu l'éducation, et ratifié la frontière avec les États-Unis. Il a décrété l'expulsion des Espagnols restés dans le pays et a obtenu la reddition la dernière place forte espagnole au Mexique : le fort de San Juan de Ulúa.
Victoria est le seul président à achever un mandat complet en plus de 30 ans, en 1829.

## Premières années
Né à Tamazula dans l'actuel État de Durango, il est le fils de Manuel Fernández de Victoria et de María Alejandra Félix Niebla. Son nom de baptême est José Miguel Ramón Adaucto Fernández y Félix mais il choisit en 1811 le nom de Guadalupe Victoria en hommage à Notre-Dame de Guadalupe, apparition mexicaine de la Vierge Marie, et Victoria signifiant « victoire ». Il fut baptisé par son oncle paternel Agustín Fernández, alors prêtre de Tamazula, avec qui il vécut après la mort de ses parents.
Il commença à étudier au séminaire de Durango. N'ayant pas les moyens de payer de quoi vivre, il fit des copies d'un texte de grammaire latine pour le vendre à d'autres étudiants.
En 1807, il étudie le droit au collège San Ildefonso de Mexico où il obtient son baccalauréat en 1811.

## Guerre d'indépendance
En 1812, il se joint à la révolution proclamée par Miguel Hidalgo et se bat aux côtés de José María Morelos y Pavón. Après la capture et l'exécution de Morelos, il participe à l'assaut sur Oaxaca et rejoint les soldats de Nicolás Bravo à Veracruz.
L'assaut sur Oaxaca eut lieu le 25 novembre 1812. Les insurgés défirent les forces royalistes espagnoles du lieutenant-général Gonzalez Saravia. Les autres membres des forces insurgées ayant participé à l'assaut d'Oaxaca étaient Nicolás Bravo, Mariano Matamoros et Vicente Guerrero.
Guadalupe Victoria s'engagea ensuite dans la bataille du Juego de Pelota, entouré d'un fossé que les soldats insurgés n'osaient pas franchir ;  Victoria jeta alors son épée à travers le fossé et dit : « Va mi espada en prenda, voy por ella ! » (Voilà mon épée en gage, je vais la chercher ! ).  Il nagea à travers le fossé et coupa la corde d'un pont pour permettre aux troupes insurgées d'entrer dans la ville.
La perte d'Oaxaca fut un coup dur pour le gouvernement colonial, car elle donnait un grand prestige militaire aux insurgés, ainsi qu'une position géographique privilégiée en raison des routes et des villes pouvant être contrôlées à partir de ce site. En raison de son succès à Oaxaca, et sur ordre du Congrès de Chilpancingo, Victoria obtint le commandement de l'armée des insurgés à Veracruz. En même temps, il décida de changer de nom, en raison de sa dévotion à la Vierge de Guadalupe et à Victoria pour la victoire.
En 1815, Victoria commandait des insurgés dans la région de Veracruz. Utilisant des tactiques de guérilla, il obtint le contrôle du Puente del Rey ("pont du roi"), position stratégique reliant Xalapa au port de Veracruz. Lorsqu'il apprit que des troupes royalistes venaient en sa direction, il renforça les défenses du pont, mais fut néanmoins contraint de se retirer à Nautla en juillet de la même année.

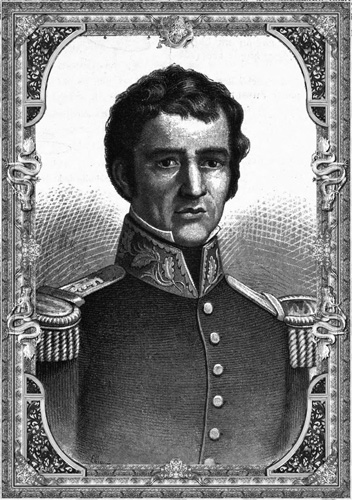
Portrait du général Guadalupe Victoria.

Pour s'approvisionner dans le golfe du Mexique, Victoria a pris le contrôle de Boquilla de Piedras, un port situé entre Tuxpan et le port de Veracruz. Ce port était équipé de quais, d'entrepôts et de batteries pour la défense et resta sous le contrôle de Victoria jusqu'en novembre 1816, date à laquelle il fut repris par l'armée royaliste. Peu de temps après, Naolinco devint le quartier général des insurgés et, de là, ils contrôlèrent les régions de Misantla, Puente Nacional et Huatusco.
Également en 1816, lorsque le nouveau vice-roi Juan Ruiz de Apodaca est arrivé en Nouvelle-Espagne, Victoria attaqua son convoi à destination de Mexico, avec pour objectif de le capturer, mais sans succès.
À la fin de l'année, Victoria regagna Nautla et battit la garnison royaliste. Il a également occupé Barra de Palmas, Barra Nueva et La Laguna. La forte offensive royaliste, ainsi que le manque de matériel militaire, ont permis aux Espagnols de récupérer les positions occupées en février 1817.
Au milieu de l'année 1817, Guadalupe Victoria avait perdu toutes les villes sous son commandement. Après sa défaite à Palmillas, il a été abandonné par ses hommes et a fait face à une persécution intense. Il s'est caché dans la jungle, où il a survécu en mangeant des herbes, des fruits et des animaux. Il a refusé d'accepter une grâce de la part du vice-roi pour ses actes et est resté caché dans la jungle de Veracruz, où il a développé une épilepsie.
Après sa défaite près de la ville de Palmillas dans l'actuel État de Veracruz, il se cache dans les montagnes jusqu'à la promulgation du plan d'Iguala, le 24 février 1821, par Agustín de Iturbide et Vicente Guerrero, les deux chefs insurgès, qui appelle à un Mexique indépendant. Iturbide a rencontré Juan O'Donojú, le nouveau vice-roi, et a négocié à la hâte un traité, appelé le Traité de Córdoba. Similaire au Plan d'Iguala, ce document a essayé de garantir une monarchie indépendante pour la Nouvelle-Espagne sous la maison de Bourbon. Cet état successeur inviterait Ferdinand VII à régner en tant qu'« empereur » ou, à défaut, son frère Don Carlos. Si les deux refusaient, un monarque convenable serait recherché parmi les diverses maisons royales européennes. En attendant, une régence remplacerait le vice-roi. Toutes les lois existantes, y compris la Constitution de 1812, resteraient en vigueur jusqu'à ce qu'une nouvelle constitution soit rédigée pour le Mexique. Un élément clé a été ajouté à la suggestion d'O'Donojú : si l'Espagne refusait son droit de nommer un régent pour l'Empire mexicain, alors le congrès mexicain aurait la liberté d'élire celui qu'il jugerait digne de diriger le pays. Cette clause cruciale était inexistante dans le Plan d'Iguala, un point qui soutient qu'Iturbide n'a pas eu l'idée de devenir un dirigeant quand il a commencé sa campagne pour l'indépendance du Mexique.
Le 27 septembre 1821, l'armée des Trois Garanties entre dans la ville de Mexico, formant une colonne dirigée par Agustín de Iturbide. Le 28 septembre 1821, la déclaration d'indépendance du Mexique est signée.

## Sous l'Empire

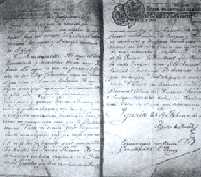
Le Plan d'Iguala.

Guadalupe Victoria a rencontré Agustín de Iturbide le 17 juin 1821 à San Juan del Río et lui a demandé d'adopter le plan d'Iguala afin de créer un gouvernement républicain.  Victoria recommanda comme dirigeant un ancien insurgé qui n'était pas marié, qui épouserait une femme guatémaltèque autochtone pour unir les deux territoires en une seule nation. Iturbide a refusé la proposition. Les deux hommes ont soutenu l'indépendance, mais ont ressenti une méfiance réciproque.
Malgré cela, le Congrès a décidé que le Mexique serait une monarchie constitutionnelle. Iturbide fut alors nommé régent du Mexique, en attendant l'avènement d'un monarque européen. Mais aucune maison royale n'ayant accepté le trône, le Congrès proposa la couronne à Iturbide lui-même.
Le 21 juillet 1822, Iturbide est couronné empereur constitutionnel du Mexique sous le nom d'Augustin Ier. C'est le Premier Empire mexicain.
Ayant participé à l'indépendance, et malgré des tensions avec Iturbide, Victoria est fait général d'Empire, tout comme Pedro Celestino Negrete, Vicente Guerrero, Nicolás Bravo, Anastasio Bustamante, Antonio López de Santa Anna et Melchor Múzquiz.
Républicain convaincu, Guadalupe Victoria soutient finalement la rébellion de Santa Anna et signe le plan de Casa Mata en décembre 1822, dont le but est de renverser l'Empire. Face à cette rébellion, Augustin Ier chercha à obtenir l'aide de l'Église mais décida finalement de renoncer au trône. Il présenta son abdication au Congrès dans la nuit du 19 mars 1823 avant de fuir vers l'Italie.

## Le triumvirat

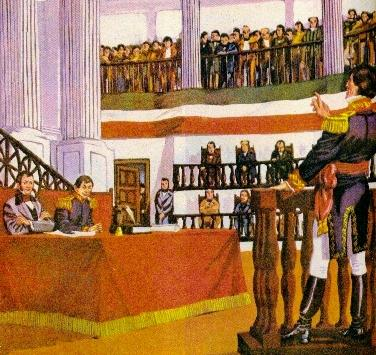
Assis, Nicolás Bravo et Pedro Celestino Negrete au congrès en 1827 alors que Guadalupe Victoria, debout, s'adresse aux représentants élus.

Avec Pedro Celestino Negrete et Nicolás Bravo, Guadalupe Victoria constitue alors le triumvirat qui dirige le pays sous le nom de Pouvoir exécutif suprême jusqu'à l'adoption d'une constitution.
Le pouvoir exécutif suprême a été chargé de rassembler les anciennes provinces, à présent les États libres, et de constitué une confédération autour d'une République fédérale. Ce gouvernement organise également des élections générales. L’exécutif a dû surmonter une série de difficultés politiques, comme dans le cas des provinces d’Amérique centrale qui ont choisi de ne pas adhérer à la Fédération mexicaine et des provinces d’Oaxaca et du Yucatán qui se sont déclarées États libres et souverains. Ils ont également fait face au retour de Iturbide et de ses partisans, et à sa tentative de reprendre le pouvoir, qui s'est achevé par la victoire du gouvernement, et l'exécution de l'ex-empereur, le 19 juillet 1824, après un procès expéditif. Les suites de son exécution furent accueillies avec indignation par le peuple mexicain en général, et avec soulagement par ses adversaires au congrès qui avaient toujours craint le retour de celui-ci. Les sentiments de ceux qui ont été horrifiés par son exécution ont été compilées par le romancier Enrique de Olavarría y Ferrari dans El cadalso de Padilla : « Fait le crime obscur, pour lequel nous serons sans doute appelés Parricides ».
À la suite de cela, pour vite faire oublié l'exécution de Iturbide, le Congrès se dépêcha d'achevé l'écriture de la Constitution fédérale en octobre 1824.

## Président de la République

### Élection
Le Congrès a convoqué des élections présidentielles en août 1824. La législature de chaque État nommerait deux candidats, et les deux qui obtiendraient le plus grand nombre de voix seraient élus président et vice-président. Les résultats ont été annoncés le 1er octobre et, à la majorité des 17 États, Guadalupe Victoria a été élu premier président de la République du Mexique.
Le 2 octobre 1824, il fut officiellement déclaré président pour la période 1825-1829. Le 8 octobre, le vice-président élu, Nicolás Bravo, a prêté serment devant la constitution. Guadalupe Victoria a pris ses fonctions de président de la République le 10 octobre 1824. L'inauguration a été solennelle et austère, comme l'exige son républicanisme. Ce jour-là, Victoria a déclaré : « ¡ La Independencia se afianzará con mi sangre y la libertad se perderá con mi vida ! » (L' indépendance sera renforcée avec mon sang et la liberté sera perdue avec ma vie).

### Débuts

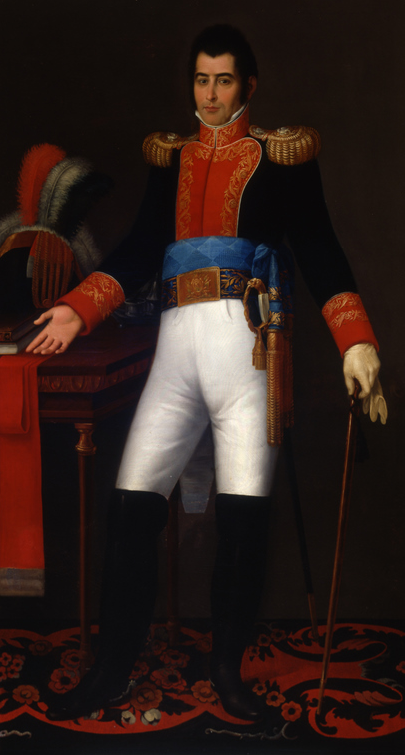
Portrait du président Guadalupe Victoria vers 1825.

En tant que président de la Première République fédérale, Victoria était chargé de la reconstruction de l'économie, dévastée par la longue guerre d'indépendance et le blocus économique effectué par la Couronne espagnole. Pour pallier le manque d'approvisionnement dû à l'embargo sur le commerce, il a créé la première marine marchande du pays, qui a ouvert des routes commerciales avec les ports des pays des Amériques qui avaient reconnu l'indépendance mexicaine et avec lesquels des relations diplomatiques étaient établies.  Cependant, sa principale préoccupation était d'obtenir la reconnaissance de la part des pays européens.
Le gouvernement de Victoria était entravé par de graves problèmes financiers. Ses dépenses s'élevaient en moyenne à 18 millions de dollars espagnols - généralement connus sous le nom de pesos - par an, mais il ne percevait que la moitié de ses recettes. Afin de résoudre ce problème, Victoria a été contraint de demander une aide étrangère. Le Royaume-Uni, sachant à quel point Victoria était en difficulté (l'armée représentait à elle seule 12 millions de dollars du budget), le persuada d'accepter deux prêts, chacun d'une valeur supérieure à 3 millions de livres. Ces prêts, négociés par l'intermédiaire de sociétés bancaires telles que Barclay et Goldschmidt, ont permis d'éviter la faillite et de contribuer à maintenir la paix sociale, facteurs qui ont sans aucun doute permis à Victoria de s'acquitter de cette crise financière.
Malgré quelques problèmes financiers, l'administration de Victoria présentait des aspects très positifs. La création du Trésor national et l'abolition de l'esclavage, annoncées le 16 septembre 1825 lors de la première tenue du Grito de Dolores, sont deux des réalisations les plus positives du premier président. En outre, il a créé l’Académie militaire, restauré la ville de Mexico, amélioré l’éducation, accordé l’amnistie aux prisonniers politiques, établi un plan pour un canal dans l’isthme de Tehuantepec, ouvert de nouveaux ports pour l’expédition, entamé la construction du Musée national, a mis en garnison le Yucatán pour contrecarrer une invasion espagnole basée à Cuba et a démasqué un complot dirigé par un moine nommé Joaquín Arenas en vue de rétablir la domination espagnole.
Victoria facilita également les activités de la Lancasterian Society, consacrée à l'éducation, et créa la force navale qui permit sa plus grande réussite : l'indépendance complète du Mexique, lorsque le 18 novembre 1825, le général Miguel Barragán s'empara du dernier fief espagnol, le forteresse de San Juan de Ulúa à Veracruz.
En politique, ses actions étaient conciliantes. Il a essayé d'appliquer des politiques susceptibles d'attirer différentes parties et a formé son cabinet avec des membres éminents des différentes factions. Cependant, les anciens conflits depuis le règne d'Iturbide ont refait surface. Victoria est confronté à la contradiction de l'intolérance religieuse contre la liberté d'expression et de la presse, qui sont déclarées dans la Constitution et qu'il observe scrupuleusement.
Le 20 décembre 1827, il décrète l'expulsion des Espagnols de la République. La rébellion réprimée de Joaquín Arenas a déclenché une vague d’indignation contre les riches Espagnols qui l’avaient parrainée. Bien que son secrétaire à l’Intérieur, Lucas Alamán, ait tenté de le dissuader, l’ambassadeur américain Joel R. Poinsett a encouragé Victoria à ordonner l’expulsion des Espagnols ce qui a provoqué de graves problèmes économiques, du fait que la plupart des expulsés étaient des commerçants fortunés en Espagne.

### Tentatives espagnoles

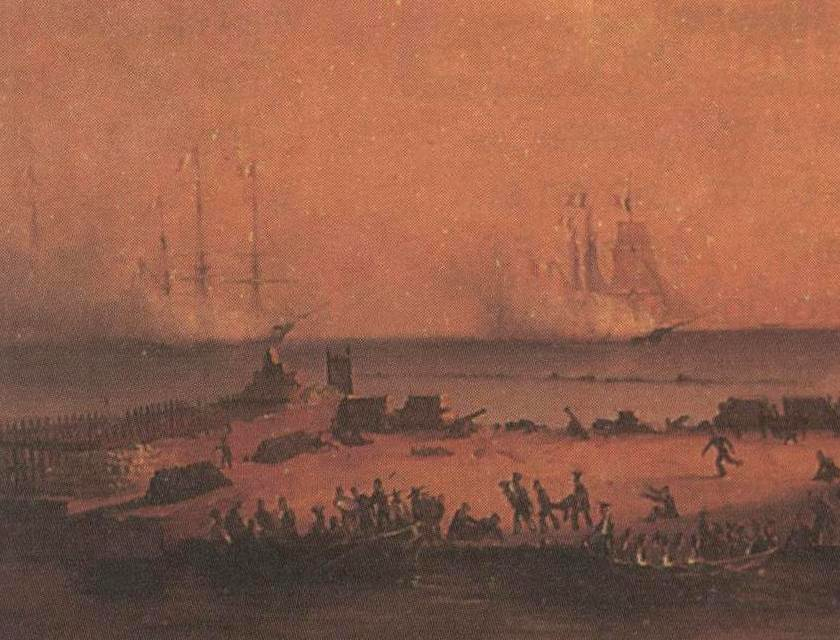
Capitulation of San Juan de Ulúa.

La guerre d'indépendance a ruiné des champs, des villes, des commerces et des mines. Le gouvernement n'avait aucun moyen efficace de percevoir des taxes de douane supplémentaires et il fonctionnait avec des arriérés de débit et de salaire. Dans ces conditions, il était difficile de mettre en place une stratégie efficace pour la reddition de San Juan de Ulúa.
Malgré cela, le gouvernement de Victoria a acheté des navires pour constituer la base de la première marine mexicaine.  Ils comprenaient les goélettes Iguala, Anáhuac, Chalco, Chapala, Texcoco, Orizaba, Campechana et Zumpango.  Les goélettes Tampico, Papaloapan et Tlaxcalteca ont été ajoutées plus tard.
Enfin, le 23 novembre 1825, le capitaine de frégate Pedro Sainz de Baranda parvint à la capitulation de San Juan de Ulúa, dernier bastion espagnol du Mexique.

### Difficultés dans le Nord

Le Mexique en 1824.

Guadalupe Victoria a rejeté deux offres sur l'achat du Texas proposé par l'ambassadeur américain Joel R. Poinsett pour 5 millions de dollars.
Le 18 août 1824, la loi générale sur la colonisation a été promulguée pour peupler les territoires du Nord de Haute-Californie et du Nouveau Mexique. Le décret laissa une grande autonomie à l'État de Haute-Californie, ainsi qu'une relative indépendance. Le 24 mars 1825, le congrès adopta une loi pour ouvrir pleinement les portes de la colonisation étrangère, la loi donnait aux colons des privilèges fonciers et une exemption d'impôt pendant dix ans.
L’ immigration des Américains a été abondante et des communautés se sont rapidement formées, qui ont conservé leur langue, leur religion et leurs coutumes, ce qui a eu pour effet de créer des liens étroits avec le reste du pays. Ils ont désobéi aux lois et poursuivi l' esclavage sur le territoire mexicain. En 1826, la première tentative de séparatisme a été faite lorsque l'empresario Haden Edwards a déclaré l'indépendance de l'État de Coahuila y Tejas et créa la République de Fredonia près de Nacogdoches, au Texas. La rébellion a été rapidement réprimée.
En conséquence directe des actions d'Edwards, Victoria autorisa une vaste expédition, menée par le général Manuel de Mier y Terán, afin d'inspecter les colonies du Texas et de recommander une ligne de conduite. Les rapports de Mier y Terán ont abouti aux lois du 6 avril 1830, qui limitaient sévèrement l'immigration au Texas.

### Affaires étrangères
L'un des principaux objectifs de Guadalupe Victoria était la reconnaissance du Mexique en tant que nation indépendante par les principales puissances étrangères. Il a finalement obtenu cette reconnaissance après l'établissement de relations diplomatiques avec le Royaume-Uni, les États-Unis, la République fédérale d'Amérique centrale et la Grande Colombie. Cela a réduit les problèmes causés par l'embargo économique imposé par la couronne espagnole. Les problèmes économiques ont encore été réduits lorsque plusieurs sociétés britanniques ont commencé leurs activités minières au Mexique, ce qui a entraîné un afflux important de capitaux.
Il a également ratifié le contenu du Traité Adams-Onis et donc la frontière avec les États-Unis.
Victoria a déclaré qu'aucune proposition de l'Espagne ne serait entendue jusqu'à ce qu'elle reconnaisse l'indépendance du Mexique et la forme de gouvernement établie et acceptée, sans jamais demander d'indemnisation pour la perte du Mexique.

## Fin de mandat, retraite et mort
Le mandat de Guadalupe Victoria a pris fin le 1er avril 1829, à la suite de l'élection du nouveau président, Manuel Gómez Pedraza. Mais le général Vicente Guerrero, organisa un coup d'État avec ses partisans, suspendit l'élection de Gomez Pedraza, et se fit proclamer président de la République par le Congrès à la place du président élu.
Après la fin de son mandat, Guadalupe Victoria se retire de la vie publique pour gérer ses affaires dans son hacienda El Jobo à Veracruz. Il est élu sénateur en 1833, puis président du Sénat deux ans plus tard.
Sous sa présidence, le Sénat est doté de cent vingt huit sénateurs élus pour six ans selon un mode de scrutin parallèle similaire en principe à celui de la chambre basse, mais selon des modalités différentes. Quatre vingt seize sièges sont à pourvoir au scrutin majoritaire binominal dans trente deux circonscriptions de trois sièges chacune correspondant aux États du Mexique plus le district fédéral de la capitale Mexico.

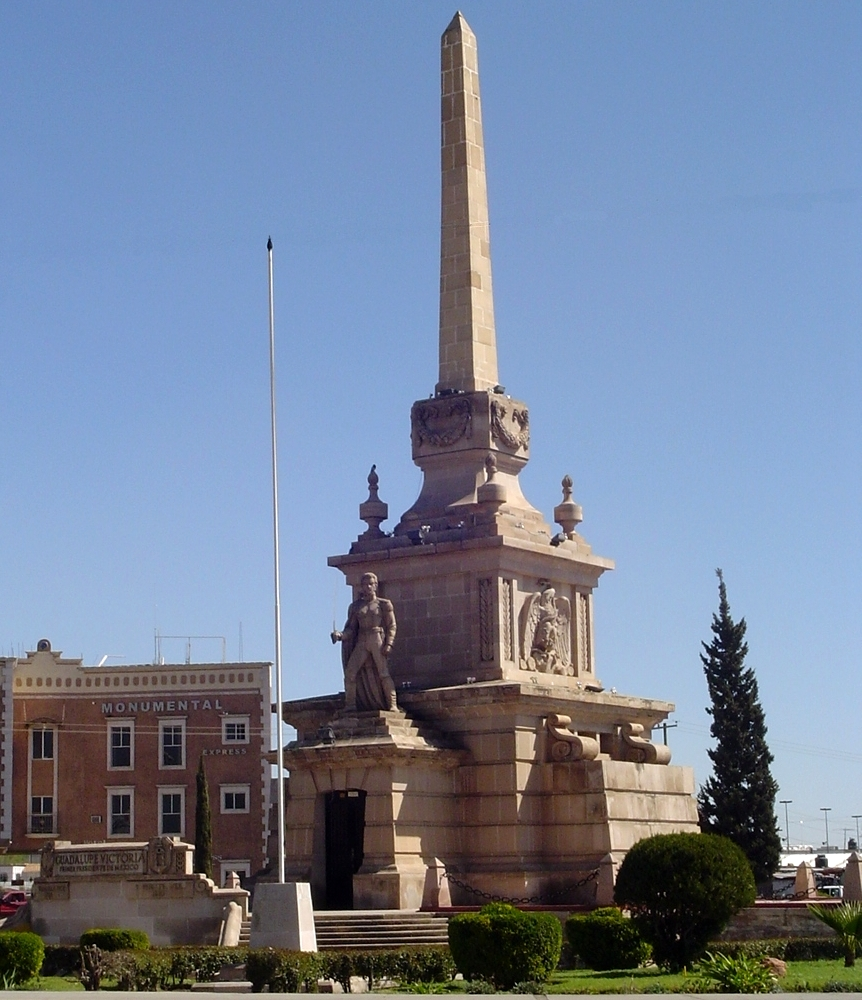
Monument en hommage à Victoria, à Durango.

En 1841, après la fin de son mandat, il épousa María Antonieta Bretón y Velázquez et très rapidement, sa santé se détériora à cause de son état d'épilepsie. En 1843, il meurt d'une crise d'épilepsie à Perote dans l'État de Veracruz, où il est enterré. Le 25 août 1845 il est déclaré Benemérito de la Patria ("Héros de la Nation") par le Parlement mexicain.

## Hommages
En 1925, ses restes seront déposés dans le mausolée situé à la base de la colonne de l'Indépendance à Mexico. Il y repose en compagnie de Juan Aldama, Ignacio Allende, Nicolás Bravo, Vicente Guerrero, Miguel Hidalgo y Costilla, José Mariano Jiménez, Mariano Matamoros, Francisco Javier Mina, José María Morelos y Pavón, Andrés Quintana Roo et Leona Vicario.